# Législation sur le viol conjugal dans le monde

Le viol conjugal est puni par la loi.
Le viol conjugal n'est pas puni par la loi.
Le viol conjugal en soi n'est pas puni par la loi, mais un rapport sexuel par contrainte sur un conjoint est punissable.
Manque de clarté dans la législation.

Cette liste recense les législations de différents pays concernant le viol conjugal.

## Généralités
De nombreux pays ont inscrit le viol conjugal dans le droit pénal. Au fil de l'histoire et jusque dans les années 1970, la plupart des États accordent à l'époux le droit d'avoir des rapports sexuels avec son épouse chaque fois qu'il le souhaite, dans le cadre du contrat de mariage. Toutefois, au XXe siècle et surtout dans les années 1970, des groupes militant pour les droits des femmes démarrent le Mouvement contre le viol (en) et revendiquent le droit à disposer librement de leurs corps, y compris dans le mariage,. Ces droits étant de plus en plus largement reconnus,, le viol conjugal est progressivement inscrit dans le droit pénal : en 2019, 150 pays l'ont criminalisé. Dans certains cas, le viol conjugal est expressément criminalisé  dans d'autres cas, la législation n'établit pas de distinction selon que le viol est perpétré par le conjoint ou par une autre personne. Dans quelques pays, c'est la jurisprudence qui conduit à criminaliser le viol conjugal. En revanche, dans plusieurs États, la notion même de viol conjugal n'existe pas,:48. Toutefois, dans quelques-uns des pays où le viol conjugal n'est pas réprimé en soi, comme en Malaisie, un époux peut être condamné s'il commet des violences contre son épouse en cherchant un rapport sexuel avec elle.

## Législations
(janvier 2022).
| Pays                             | Inscrit dans le droit pénal | Année d'adoption de la loi                                  | Notes et sources |
| -------------------------------- | --------------------------- | ----------------------------------------------------------- | --- |
| Afghanistan                      | Non                         |                                                             | D'après les données 2018 de la Banque mondiale La loi EVAW criminalise 22 types de violence contre les femmes, dont le viol, les coups, le mariage forcé, les humiliations, l'intimidation, la privation d'héritage. Selon la loi le viol n'inclut pas le viol conjugal. |
| Albanie                          | Oui                         |                                                             | D'après la Banque mondiale en 2018 |
| Algérie                          | Non                         |                                                             | La loi criminalise le viol mais ne règle pas la question du viol conjugal,(p.6) |
| Andorre                          | Oui                         |                                                             | Le viol conjugal est passible de 15 ans d'emprisonnement, |
| Angola                           | Oui                         |                                                             | D'après la Banque mondiale en 2018. |
| Antigua and Barbuda              | Non                         |                                                             | D'après la Banque mondiale en 2018 et une étude du Michigan Journal of Gender and Law. |
| Argentine                        | Oui                         |                                                             | D'après la Banque mondiale en 2018. |
| Arménie                          | Oui                         |                                                             | D'après la Banque mondiale en 2018. |
| Australie                        | Oui                         | 1981-1992 (selon les différents Ètats férédaux)             | D'après la Banque mondiale en 2018. |
| Autriche                         | Oui                         | 1989                                                        | D'après la Banque mondiale en 2018. Le viol conjugal est passible de 15 années d'emprisonnement |
| Azerbaïdjan                      | Oui                         |                                                             | D'après la Banque mondiale en 2018. |
| Bahamas                          | Non                         |                                                             | D'après la Banque mondiale en 2018 et une étude du Michigan Journal of Gender and Law. |
| Bahreïn                          | Non                         |                                                             | D'après la Banque mondiale en 2018. |
| Bangladesh                       | Non                         |                                                             | D'après la Banque mondiale en 2018. |
| Barbade                          | Non                         |                                                             | D'après une étude du Michigan Journal of Gender and Law |
| Biélorussie                      | Oui                         |                                                             | D'après la Banque mondiale en 2018. |
| Belgique                         | Oui                         | Arrêt de la Cour d'appel en 1979, réforme juridique en 1989 | D'après la Banque mondiale en 2018. |
| Bélize                           | Oui                         |                                                             | D'après la Banque mondiale en 2018. |
| Bénin                            | Oui                         |                                                             | D'après la Banque mondiale en 2018. |
| Bhoutan                          | Oui                         |                                                             | D'après la Banque mondiale en 2018. |
| Bolivie                          | Oui                         |                                                             | D'après la Banque mondiale en 2018. |
| Bosnia and Herzegovina           | Oui                         |                                                             | D'après la Banque mondiale en 2018. |
| Botswana                         | Non                         |                                                             | D'après la Banque mondiale en 2018. |
| Brésil                           | Oui                         |                                                             | D'après la Banque mondiale en 2018. |
| Brunei                           | Non                         |                                                             | D'après la Banque mondiale en 2018. |
| Bulgarie                         | Oui                         |                                                             | D'après la Banque mondiale en 2018. |
| Burkina Faso                     | Oui                         |                                                             | D'après la Banque mondiale en 2018 |
| Burundi                          | Oui                         |                                                             | D'après la Banque mondiale en 2018. |
| Cameroun                         | Oui                         |                                                             | D'après la Banque mondiale en 2018. |
| Canada                           | Oui                         | 1983,                                                       | D'après la Banque mondiale en 2018. |
| Cambodge                         | Oui                         |                                                             | D'après la Banque mondiale en 2018. |
| Cape Verde                       | Oui                         |                                                             | D'après la Banque mondiale en 2018. |
| République centrafricaine        | Non                         |                                                             | D'après la Banque mondiale en 2018 et autres sources,. |
| Tchad                            | Oui                         |                                                             | D'après la Banque mondiale en 2018. |
| Chili                            | Oui                         | 1999                                                        | D'après la Banque mondiale en 2018. |
| Chine                            | Non                         |                                                             | [ 20 ] |
| Colombie                         | Oui                         | 1996                                                        | D'après la Banque mondiale en 2018. |
| Comores                          | Oui                         |                                                             | D'après la Banque mondiale en 2018. |
| Republic of the Congo            | Non                         |                                                             | |
| République démocratique du Congo | Non                         |                                                             | , |
| Costa Rica                       | Oui                         |                                                             | D'après la Banque mondiale en 2018. |
| Croatie                          | Oui                         | 1998                                                        | D'après la Banque mondiale en 2018. |
| Cuba                             | Oui                         |                                                             | [ 26 ] |
| Chypre                           | Oui                         | 1994                                                        | D'après la Banque mondiale en 2018. |
| République tchèque               | Oui                         |                                                             | D'après la Banque mondiale en 2018. |
| Danemark                         | Oui                         |                                                             | D'après la Banque mondiale en 2018. |
| Djibouti                         | Oui                         |                                                             | D'après la Banque mondiale en 2018. |
| Dominica                         | Oui                         |                                                             | D'après la Banque mondiale en 2018. |
| République dominicaine           | Oui                         |                                                             | D'après la Banque mondiale en 2018. |
| Timor oriental                   | Oui                         |                                                             | D'après la Banque mondiale en 2018. |
| Ecuador                          | Oui                         |                                                             | D'après la Banque mondiale en 2018. |
| Égypte                           | Non                         |                                                             | |
| El Salvador                      | Indéterminé                 |                                                             | |
| Guinée équatoriale               | Oui                         |                                                             | D'après la Banque mondiale en 2018. |
| Érythrée                         | Non                         |                                                             | D'après la Banque mondiale en 2018. |
| Estonie                          | Oui                         |                                                             | D'après la Banque mondiale en 2018. |
| Eswatini (Swaziland)             | Oui                         |                                                             | [ 28 ] |
| Éthiopie                         | Non                         |                                                             | D'après la Banque mondiale en 2018 |
| Fidji                            | Oui                         |                                                             | D'après la Banque mondiale en 2018. |
| Finlande                         | Oui                         | 1994                                                        | D'après la Banque mondiale en 2018. |
| France                           | Oui                         | 1994                                                        | D'après la Banque mondiale en 2018. |
| Gabon                            | Oui                         |                                                             | D'après la Banque mondiale en 2018. |
| Gambie                           | Non                         |                                                             | D'après la Banque mondiale en 2018. |
| Géorgie                          | Oui                         |                                                             | D'après la Banque mondiale en 2018. |
| Allemagne                        | Oui                         | 1997                                                        | D'après la Banque mondiale en 2018. |
| Ghana                            | Oui                         |                                                             | D'après la Banque mondiale en 2018. |
| Grèce                            | Oui                         | 2006                                                        | D'après la Banque mondiale en 2018. |
| Grenade                          | Oui                         |                                                             | D'après la Banque mondiale en 2018. |
| Guatemala                        | Oui                         |                                                             | D'après la Banque mondiale en 2018. |
| Guinée                           | Oui                         |                                                             | D'après la Banque mondiale en 2018. |
| Guinée-Bissau                    | Oui                         |                                                             | D'après la Banque mondiale en 2018. |
| Guyane                           | Oui                         |                                                             | D'après la Banque mondiale en 2018. |
| Haïti                            | Non                         |                                                             | [ 33 ] |
| Honduras                         | Oui                         |                                                             | D'après la Banque mondiale en 2018. |
| Hong Kong                        | Oui                         |                                                             | D'après la Banque mondiale en 2018. |
| Hongrie                          | Oui                         | 1997                                                        | D'après la Banque mondiale en 2018. |
| Islande                          | Oui                         |                                                             | D'après la Banque mondiale en 2018. |
| Inde                             | Non                         | 2006                                                        | D'après la Banque mondiale en 2018. |
| Indonésie                        | Oui                         |                                                             | D'après la Banque mondiale en 2018. |
| Iran                             | Non                         |                                                             | D'après la Banque mondiale en 2018. |
| Irak                             | Non                         |                                                             | [ 36 ] |
| Irlande                          | Oui                         | Irlande du Nord : 1990                                      | D'après la Banque mondiale en 2018. |
| Israël                           | Oui                         | 1980                                                        | D'après la Banque mondiale en 2018. |
| Italie                           | Oui                         |                                                             | D'après la Banque mondiale en 2018. |
| Côte d'Ivoire                    | Oui                         |                                                             | D'après la Banque mondiale en 2018. |
| Jamaïque                         | Non                         |                                                             | D'après la Banque mondiale en 2018 et une étude du Michigan Journal of Gender and Law. |
| Japon                            | Oui                         |                                                             | D'après la Banque mondiale en 2018. |
| Jordanie                         | Non                         |                                                             | D'après la Banque mondiale en 2018. |
| Kazakhstan                       | Oui                         |                                                             | D'après la Banque mondiale en 2018. |
| Kenya                            | Oui                         |                                                             | D'après la Banque mondiale en 2018. |
| Kiribati                         | Oui                         |                                                             | D'après la Banque mondiale en 2018. |
| Kosovo                           | Oui                         |                                                             | D'après la Banque mondiale en 2018. |
| Corée du Nord                    | Non                         |                                                             | En 2018 |
| Corée du Sud                     | Oui                         |                                                             | D'après la Banque mondiale en 2018. |
| Kuwait                           | Non                         |                                                             | [ 39 ] |
| Kyrgyzstan                       | Oui                         |                                                             | D'après la Banque mondiale en 2018. |
| Laos                             | Non                         |                                                             | [ 40 ] |
| Lettonie                         | Oui                         |                                                             | D'après la Banque mondiale en 2018. |
| Liban                            | Oui et non                  |                                                             | |
| Lesotho                          | Oui                         |                                                             | D'après la Banque mondiale en 2018. |
| Liberia                          | Oui                         |                                                             | D'après la Banque mondiale en 2018. |
| Libye                            | Non                         |                                                             | D'après la Banque mondiale en 2018. |
| Liechtenstein                    | Oui                         | 2001                                                        | [ 42 ] |
| Lituanie                         | Oui                         |                                                             | |
| Luxembourg                       | Oui                         | 1994                                                        | D'après la Banque mondiale en 2018. |
| Madagascar                       | Oui                         |                                                             | D'après la Banque mondiale en 2018. |
| Malawi                           | Oui                         |                                                             | [ 28 ] |
| Malaisie                         | Oui et non                  |                                                             | |
| Maldives                         | Non                         |                                                             | D'après la Banque mondiale en 2018. |
| Mali                             | Oui                         |                                                             | D'après la Banque mondiale en 2018. |
| Malte                            | Oui                         |                                                             | D'après la Banque mondiale en 2018. |
| Îles Marshall                    | Oui                         |                                                             | D'après la Banque mondiale en 2018. |
| Mauritanie                       | Oui                         |                                                             | D'après la Banque mondiale en 2018. |
| Mauritius                        | Oui                         |                                                             | D'après la Banque mondiale en 2018. |
| Mexique                          | Oui                         |                                                             | D'après la Banque mondiale en 2018. |
| États fédérés de Micronésie      | Non                         |                                                             | D'après la Banque mondiale en 2018. |
| Moldavie                         | Oui                         |                                                             | D'après la Banque mondiale en 2018. |
| Monaco                           | Oui                         |                                                             | |
| Mongolie                         | Oui                         |                                                             | D'après la Banque mondiale en 2018. |
| Montenegro                       | Oui                         |                                                             | D'après la Banque mondiale en 2018. |
| Maroc                            | Non                         |                                                             | Le viol conjugal est une infraction |
| Mozambique                       | Oui                         |                                                             | D'après la Banque mondiale en 2018 |
| Myanmar                          | Non                         |                                                             | D'après la Banque mondiale en 2018. |
| Namibie                          | Oui                         | 2000                                                        | D'après la Banque mondiale en 2018. |
| Nauru                            | Oui                         |                                                             | [ 46 ] |
| Népal                            | Oui                         |                                                             | D'après la Banque mondiale en 2018. |
| Pays-Bas                         | Oui                         | 1991                                                        | D'après la Banque mondiale en 2018. |
| Nouvelle-Zélande                 | Oui                         | 1985                                                        | D'après la Banque mondiale en 2018. |
| Nicaragua                        | Oui                         |                                                             | D'après la Banque mondiale en 2018. |
| Niger                            | Oui                         |                                                             | D'après la Banque mondiale en 2018. |
| Nigeria                          | Non                         |                                                             | D'après la Banque mondiale en 2018. |
| Macédoine du Nord                | Oui                         | 1996                                                        | D'après la Banque mondiale en 2018. |
| Norvège                          | Oui                         | 1971                                                        | D'après la Banque mondiale en 2018. |
| Oman                             | Non                         |                                                             | D'après la Banque mondiale en 2018. |
| Pakistan                         | Indéterminé                 |                                                             | |
| Palau                            | Oui                         |                                                             | D'après la Banque mondiale en 2018. |
| Palestine (État)                 | Non                         |                                                             | En 2018, |
| Panama                           | Oui                         |                                                             | D'après la Banque mondiale en 2018. |
| Papouasie-Nouvelle-Guinée        | Oui                         |                                                             | D'après la Banque mondiale en 2018. |
| Paraguay                         | Oui                         |                                                             | D'après la Banque mondiale en 2018. |
| Pérou                            | Oui                         |                                                             | D'après la Banque mondiale en 2018. |
| Philippines                      | Oui                         |                                                             | D'après la Banque mondiale en 2018. |
| Pologne                          | Oui                         |                                                             | D'après la Banque mondiale en 2018. |
| Portugal                         | Oui                         |                                                             | D'après la Banque mondiale en 2018. |
| Pérou                            | Oui                         |                                                             | , |
| Qatar                            | Oui                         |                                                             | D'après la Banque mondiale en 2018. |
| Roumanie                         | Oui                         |                                                             | D'après la Banque mondiale en 2018. |
| Russie                           | Oui                         |                                                             | D'après la Banque mondiale en 2018. |
| Rwanda                           | Oui                         |                                                             | D'après la Banque mondiale en 2018. |
| Saint-Christophe-et-Niévès       | Oui                         |                                                             | D'après la Banque mondiale en 2018. (à mettre à jour) |
| Sainte-Lucie                     | Non                         |                                                             | D'après la Banque mondiale en 2018 et une étude du Michigan Journal of Gender and Law. |
| Saint-Vincent-et-les-Grenadines  | Oui                         |                                                             | D'après la Banque mondiale en 2018. |
| Samoa                            | Oui                         |                                                             | D'après la Banque mondiale en 2018. |
| San Marino                       | Oui                         |                                                             | D'après la Banque mondiale en 2018. |
| Sao Tomé-et-Principe             | Oui                         |                                                             | Le viol, y compris conjugal, est illégal et passible de 12 ans d'emprisonnement |
| Arabie saoudite                  | Non                         |                                                             | D'après la Banque mondiale en 2018. |
| Senegal                          | Oui                         |                                                             | D'après la Banque mondiale en 2018. |
| Serbie                           | Oui                         |                                                             | D'après la Banque mondiale en 2018. |
| Seychelles                       | Oui                         |                                                             | D'après la Banque mondiale en 2018. |
| Sierra Leone                     | Oui                         |                                                             | D'après la Banque mondiale en 2018. |
| Singapour                        | Oui et non                  |                                                             | D'après la Banque mondiale en 2018, |
| Slovaquie                        | Oui                         |                                                             | D'après la Banque mondiale en 2018. |
| Slovénie                         | Oui                         | 1977                                                        | D'après la Banque mondiale en 2018. |
| Îles Salomon                     | Oui                         |                                                             | D'après la Banque mondiale en 2018. |
| Somalie                          | Oui                         |                                                             | [ 57 ] |
| Afrique du Sud                   | Oui                         |                                                             | D'après la Banque mondiale en 2018. |
| South Sudan                      | Non                         |                                                             | D'après la Banque mondiale en 2018. |
| Espagne                          | Oui                         | Jurisprudence en 1992                                       | D'après la Banque mondiale en 2018. |
| Sri Lanka                        | Non                         |                                                             | D'après la Banque mondiale en 2018. |
| Soudan                           | Oui                         |                                                             | D'après la Banque mondiale en 2018. |
| Suriname                         | Oui                         |                                                             | D'après la Banque mondiale en 2018. |
| Suède                            | Oui                         | 1965                                                        | D'après la Banque mondiale en 2018. |
| Suisse                           | Oui                         | 1992                                                        | D'après la Banque mondiale en 2018. |
| Syrie                            | Non                         |                                                             | D'après la Banque mondiale en 2018. |
| Taïwan                           | Oui                         |                                                             | D'après la Banque mondiale en 2018. |
| Tajikistan                       | Non                         |                                                             | [ 60 ] |
| Tanzanie                         | Oui et non                  |                                                             | D'après la Banque mondiale en 2018. |
| Thaïlande                        | Oui                         | 2007                                                        | D'après la Banque mondiale en 2018. |
| Togo                             | Oui                         |                                                             | D'après la Banque mondiale en 2018. |
| Tonga                            | Oui                         |                                                             | [ 62 ] |
| Trinité-et-Tobago                | Oui                         |                                                             | D'après la Banque mondiale en 2018. |
| Tunisie                          | Oui                         |                                                             | D'après la Banque mondiale en 2018. |
| Turquie                          | Oui                         |                                                             | D'après la Banque mondiale en 2018. |
| Turkmenistan                     | Oui                         |                                                             | |
| Tuvalu                           | Non                         |                                                             | [ 63 ] |
| Ouganda                          | Oui                         |                                                             | D'après la Banque mondiale en 2018. |
| Ukraine                          | Oui                         |                                                             | D'après la Banque mondiale en 2018. |
| Émirats arabes unis              | Non                         |                                                             | , |
| Royaume-Uni                      | Oui                         |                                                             | D'après la Banque mondiale en 2018. |
| États-Unis                       | Oui                         |                                                             | D'après la Banque mondiale en 2018. Le viol conjugal est illégal dans la totalité des 50 États des États-Unis. |
| Uruguay                          | Oui                         |                                                             | D'après la Banque mondiale en 2018. |
| Ouzbékistan                      | Oui                         |                                                             | D'après la Banque mondiale en 2018. |
| URSS                             | Oui                         | 1922                                                        | |
| Vanuatu                          | Oui et non                  |                                                             | D'après la Banque mondiale en 2018. |
| Venezuela                        | Oui                         |                                                             | D'après la Banque mondiale en 2018. |
| Vietnam                          | Oui                         |                                                             | D'après la Banque mondiale en 2018. |
| Yémen                            | Non                         |                                                             | , |
| Zambie                           | Oui                         |                                                             | D'après la Banque mondiale en 2018. |
| Zimbabwe                         | Oui                         |                                                             | , |